# Cybaeus deletroneus
Espèce
Cybaeus deletroneus est une espèce d'araignées aranéomorphes de la famille des Cybaeidae.

## Distribution
Cette espèce est endémique de Chine.

## Publication originale
- Zhu & Wang, 1992 : Four new species of the genus Cybaeus from China (Araneae: Agelenidae). Journal of Norman Bethune University of Medical Sciences, vol. 18, p. 342-345.